# Lasha Shavdatuashvili
Lasha Shavdatuashvili (Gori, 31 de janeiro de 1992) é um judoca georgiano que conquistou uma medalha de ouro nas Olimpíadas de 2012 na categoria até 66 kg.